# Georgius Barschius
Georgius Barschius (1585-1662), también conocido como Georg Baresch (checo: Jiří Bareš), fue un alquimista checo que trabajó en la corte de Rodolfo II de Praga.
A la muerte de Jacobus Sinapius (1622), responsable de la biblioteca del emperador, quedó como único propietario del Manuscrito Voynich, el cual trató de traducir en vano.
Luego de que Athanasius Kircher publicara su Prodromus Coptus sive Aegyptiacus (1636), Baresch pensó que el alemán sería el único capaz de interpretar sus extraños signos y contenido, por lo que le escribió una carta en 1637, en la que le pedía encarecidamente que estudiara el texto y tratara de hallar una solución al problema adjuntándole copias de alguna de sus páginas. Esta primera carta se ha perdido, pero no hay constancia de que Kircher se interesase en la cuestión o de que lograse algún resultado.
En una segunda carta (fechada en abril de 1639), se interesó por la traducción de las copias de varias páginas que le había enviado tiempo atrás (obra que define como un libro que contiene "dibujos de plantas, imágenes de estrellas y otras cosas que hacían pensar en secretos químicos"), a la vez que se ofrecía a remitirle el manuscrito original aprovechando el viaje de algunos amigos suyos desde Praga hasta Roma. Tampoco hubo respuesta a esta segunda misiva.
Baresch continuó con sus estériles intentos de traducción hasta el día de su muerte, cuando legó el libro a su amigo Johannes Marcus Marci. Este se contactaría también con Kircher, en 1665 o 1666, y finalmente le remitiría el manuscrito para que intentase traducirlo. Sin embargo, tampoco se conoce el resultado, y Kircher jamás mencionó nada sobre el tema, por lo que cabe suponer que no tuvo éxito alguno o que lo consideró como una simple estafa de la cual no merecía la pena ni escribir una crítica.

## Fuente
- D’Imperio, M. E. The Voynich Manuscript: An Elegant Enigma. Maryland: National Security Agency/Central Security Service, 1978.
- Woolley, Benjamin. The Queen’s Conjuror: The Life and Magic of Dr. Dee. Londres: Flamingo, 2002.